# الكون: ملحمة في الفضاء والزمن
الكون: ملحمة في الفضاء والزمن هو سلسة برامج وثائقية أمريكية من إنتاج عام 2014. هذا البرنامج هو برنامج يتبع نفس نهج البرنامج الشهير الكون: رحلة شخصية في ثمانينات القرن العشرين الذي قدمه كارل ساغان على محطة خدمة الأذاعة العامة والذي يعد حجر الأساس للوثائقيات.

## قائمة الحلقات
| رقم الحلقة | العنوان بالعربية                    | العنوان بالانجليزية                  |
| ---------- | ----------------------------------- | ------------------------------------ |
| 1          | الوقوف في درب التبانة               | Standing Up in the Milky Way         |
| 2          | بعض من الأشياء التي تفعلها الجزيئات | Some of the Things That Molecules Do |
| 3          | عندما تغلبت المعرفة على الخوف       | When Knowledge Conquered Fear        |
| 4          | سماء مليئة بالأشباح                 | A Sky Full of Ghosts                 |
| 5          | الاختباء في النور                   | Hiding in the Light                  |
| 6          | أعمق، أعمق وأعمق                    | Deeper, Deeper, Deeper Still         |
| 7          | الغرفة النظيفة                      | The Clean Room                       |
| 8          | أخوات الشمس                         | Sisters of the Sun                   |
| 9          | العوالم المفقودة على كوكب الأرض     | The Lost Worlds of Planet Earth      |
| 10         | الفتى الكهربائي                     | The Electric Boy                     |
| 11         | الخالدون                            | The Immortals                        |
| 12         | عالم متحرر                          | The World Set Free                   |
| 13         | غير خائف من الظلمة                  | Unafraid of the Dark                 |

- الكون: ملحمة في الفضاء والزمن على موقع IMDb (الإنجليزية)
- الكون: ملحمة في الفضاء والزمن على موقع ميتاكريتيك (الإنجليزية)
- الكون: ملحمة في الفضاء والزمن على موقع نتفليكس (الإنجليزية)
- الكون: ملحمة في الفضاء والزمن على موقع فيلمافينيتي (الإسبانية)
- الكون: ملحمة في الفضاء والزمن على موقع ليتربوكسد (الإنجليزية)
- الكون: ملحمة في الفضاء والزمن على موقع كينوبويسك (الروسية)
- الكون: ملحمة في الفضاء والزمن على موقع قاعدة بيانات الفيلم (الإنجليزية)

1. ↑  Fernsehserien.de (بالألمانية), QID:Q54871129
2. ↑  "Cosmos: A Spacetime Odyssey, Season 1". آي تيونز. مؤرشف من الأصل في 2018-11-16. اطلع عليه بتاريخ 2016-05-29.
3. ↑  "Alan Silvestri to Score 'Cosmos – A Spacetime Odyssey'". Film Music Reporter. 14 يناير 2014. مؤرشف من الأصل في 2018-11-16. اطلع عليه بتاريخ 2014-08-11.